# A kukorica gyermekei 2. – A végső áldozat
A kukorica gyermekei 2. – A végső áldozat (eredeti cím: Children of the Corn II: The Final Sacrifice) 1992-ben bemutatott amerikai horrorfilm, A kukorica gyermekei (1984) folytatása. A filmet David F. Price rendezte, a főbb szerepekben Terence Knox, Ryan Bollman, Ned Romero, és Paul Scherrer látható.
Még számos további folytatása készült, de egy kivételével mind csak videókazettán jelent meg.

## Cselekmény
Gatlin városában több mint 50 holttestet találnak egy lakóház pincéjében a rendőrök. A TV is beszámol erről az eseményről. A gyerekeket Hemingfordba szállítják, ahol helyi családoknál szállásolják el őket. Mrs. Burke tanárnő tiltakozik, hogy a gyerekeket beköltöztessék a városukba. Szerinte ezek a gyerekek gonoszak, és ugyanúgy elpusztítják majd őket, ahogy a Gatlinieket is. John az egyik pletykalap újságírójának fiával, Dannyvel Gatlin felé tart kocsival, amikor az úton összefut régi munkatársaival, akik a helyszínről tudósítottak a TV-nek. De mivel nincsenek jóban, hamar továbbmennek. A TV-stáb akar készíteni egy felvételt a kukoricásról is. Felettük viharfelhő jelenik meg, és mindkettőjüket megöli a kukoricás. Johnék kibérelnek egy szobát Angelánál, aki szintén befogadott egy gyereket, Micahot. John és fia, Danny nem jönnek ki jól egymással. Összevesznek, majd a fiú úgy dönt, elmegy Hemingfordból. Miközben a buszra vár a megállóban, arra jön Lacey motoron, aki azt mondja neki, hogy a következő busz csak kedden jön. Micah bemegy a kukoricásba megkeresni a többieket, de az, aki a sorok mögött jár megtámadja és megszállja a testét. Micah ezek után megjelenik a többiek gyűlésén, és átveszi Isaac szerepét. Figyelmezteti a többieket, hogy ne térjenek le az igaz útról. Danny este elindul vissza a buszmegállóból Hemingfordba a kukoricáson keresztül, és látja, amint a gyűlésről hazafelé tartanak a gyerekek. Reggel apjával Mrs Burke házához mennek, akinek zöld anyaggal egy keresztet festettek a házára. Mrs Burke a gyerekeket hibáztatja, akik jelnek vélik a keresztet. Mrs. Burke a cicáját szeretné kihívni a háza alól. Mikor bemászik a ház alá, a gyerekek ráengedik a cölöpökön mozgó házát.
Danny összebarátkozik Laceyvel, akivel tegnap találkozott a buszmegállóban: elmeséli, hogy a nagynénjénél lakik, mert meghaltak a szüleik. A Hemingfordi templomban épp istentisztelet van, a pap a bűnről és a sátánról prédikál, aki megrontja a lakosokat. Micah is ott van a templomban, és egy vudubábu segítségével hat az első sorban lévő Davidre, akiből dőlni kezd a vér és elvérzik a templomban. John elmegy az iskolába, ami még mindig le van robbanva. Ott találkozik egy indiánnal, Frankkel, aki az állami egyetem antropológia-tanszékén dolgozik. Megmutatja neki a gyerekek rajzait, amit még akkor rajzoltak, mielőtt kiirtották volna a felnőtteket, de Frank nem tudja megmagyarázni, mit jelenthetnek. John ekkor veszi észre, hogy a nadrágját átmarta az anyag, amiből mintát vett a Mrs. Burke házára felkent anyagból. Elmegy a fiával Mrs. Burke házához, ahol épp a holttestét emelik ki. Mrs. Burke testvére Mrs. West, a gyerekeket hibáztatja, akik szintén ott vannak. Danny összevész az apjával, ezt észreveszi Micah és érzi, hogy Dannyt is be tudná vonni a csapatba, csak egy kicsit hatnia kell rá. John elmegy az orvoshoz tudakozódni, ám az orvos nem akar beszélni az eseményekről. Mikor John elmegy, az orvos felhívja a seriffet, hogy John szaglászik az ügyben. John elmegy Frankhez, aki elviszi egy kőhöz az erdőben. Frank elmeséli az indián legendát, miszerint régen a felnőttek ellustultak és nem dolgoztak tovább. Éhínség tört ki, a gyerekek fellázadtak és elpusztították a szüleiket.
Este az orvos házát körbeveszik a gyerekek, majd megölik a férfit. John összemelegszik Angelaval. Danny észreveszi, amint az apja és Angela együtt töltik az éjszakát, de fényre lesz figyelmes az éjszakában. Látja, amint a gyerekek a kukoricásba tartanak egy szeánszra. A szeánszhoz a hemingfordi gyerekek is csatlakoznak a Gatlini gyerekekhez, vérszerződéssel pecsételik meg a szövetséget. Észreveszik Dannyt, akitől megkérdezik, hogy csatlakozik-e hozzájuk, amire zavarában igent mond. Másnap Laceyvel kimotoroznak a kukoricásba, majd ott csókolózni kezdenek, amikor véletlenül valamire ráfekszenek. Döbbenten látják, hogy egy halott keze az. Miután felállnak, veszik észre, hogy holttestek fekszenek körülöttük. Ezek azok a holttestek, akiket még nem találtak meg a rendőrök. Frank és John egy silóban tavalyi kukoricát talál, ami aflatoxinnal van bekenve. Szólni akarnak a seriffnek, de ő épp akkor jelenik meg, és ahelyett hogy meghallgatná őket, fegyvert szegez rájuk. Mrs. West tolókocsijára rácsatlakoznak egy távirányítóval a gyerekek és az útra vezetik, Mrs. Westet pedig elüti egy teherautó. A seriff Franket és Johnt kiviszi a kukoricásba és a kombájn elé kötözi őket. Majd elindítja a kombájnt, hogy darálja le őket, de Frankéknek sikerül kimenekülniük. Miután hazafelé mennek, a kukoricásban megtalálják a két riporter holttestét. A gyerekek elrabolják Angelat és Laceyt, hogy feláldozzák őket. A városban a seriff és a helyi lakosok gyűlést tartanak. Mary felveti, hogy a gyerekeket valami megszállta, és nem kellene hagyni, hogy itt lakjanak közöttük. De a pap nyugalomra inti és megmagyarázza, hogy szerinte téved. Mikor a gyűlésről ki szeretnének menni, nem tudják kinyitni az ajtót, mert a gyerekek bezárták őket. Rájuk gyújtják a házat, és a felnőttek mind bennégnek. Eközben a kukoricásban Dannyt épp fel akarják avatni, amikor észreveszi, hogy Laceyt kellene megölnie elkötelezettségét bizonyítandó. Danny láthatóan nem akarja megtenni, szerencséjére ekkor fény közeledik a kukoricásból. A gyerekek megörülnek neki, azt hiszik hogy az aki a sorok mögött jár, ő jön közéjük. De nagyot csalódnak, mikor látják hogy csak John és Frank jön a kombájnnal.
Kavarodás tör ki, mikor behajtanak a kombájnnal szeánszukra. Ekkor Danny kihasználja a lehetőséget, kiszabadítja Laceyt és Angelinát. Frankbe az egyik gyerek beledobja a dárdát, majd amikor Johnt meg akarják ölni, nem hagyja magát és ő végez Mordechai-jal. Dannyék menekülni kezdenek, de a föld alatt valami elkezdi őket üldözni. John Angelinával menekül, de őket is és a fiáékat is elkapják a gyerekek, majd Micahoz viszik őket. Miközben Micah transzba esik, hogy végezzen velük, a halottnak hitt Franknek még marad annyi ereje, hogy újra beindítsa a kombájnt és elgázolja vele Micaht, mire lángra kap a kukoricás. Johnék kihasználják a Micah halála miatti pánikot, kiszedik Franket a kombájnból, de az életét már nem tudják megmenteni. Másnap kukoricából csinálnak Franknek egy máglyát, amin elhamvasztják a testét. Lacey és Angela úgy dönt, hogy New Yorkba költöznek Johnékkal.
|  | Itt a vége a cselekmény részletezésének! |

## Szereplők
| Szereplő             | Színész         | Magyar szinkron  |
| -------------------- | --------------- | ---------------- |
| John Garrett         | Terence Knox    | Mihályi Győző    |
| Danny Garrett        | Paul Scherrer   | Bolba Tamás      |
| Micah                | Ryan Bollman    | Bartucz Attila   |
| Frank Redbear        | Ned Romero      | Szokolay Ottó    |
| Lacey Hellerstat     | Christie Clark  | Zsigmond Tamara  |
| Angela Casual        | Rosalind Allen  | Sáfár Anikó      |
| Dr. Richard Appleby  | Ed Grady        | Gruber Hugó      |
| Blaine seriff        | Wallace Merck   | Kiss Gábor       |
| Hollings tiszteletes | John Bennes     | Velenczey István |
| David Simpson        | Joe Inscoe      | Rosta Sándor     |
| Mary Simpson         | Kellie Bennett  | Jani Ildikó      |
| Mordechai            | Ted Travelstead | Fekete Zoltán    |
| Jedediah             | Sean Bridgers   | Szokol Péter     |
| Mrs. Burke           | Marty Terry     | Kassai Ilona     |
| Mrs. West            | Marty Terry     | Győri Ilona      |
| Riporter             | Robert Harvey   | Felföldi László  |
| Bobby a sofőr        | Matthew Hunter  | Faragó József    |

## A film készítése
A film előkészületei 1992 tavaszának vége felé kezdődtek és azon a nyáron kezdték forgatni a filmet az Észak-Karolinai Libertyben. A legtöbb statiszta, köztük a gyerekek is helyiek voltak. Az Észak-Karolinai Ramseurben vették fel azt a jelenetet, amikor Micahék megölik a kerekesszékes Mrs. Westet. Amikor felgyújtják a házat a gyerekek, azt a jelenetet Liberty város Asheboro Street és Luther Avenue sarkán lévő épületben forgatták. A Fayetteville és a Raleigh Street sarkán lévő parókiában forgatták a templomi jeleneteket. David F. Price rendező szerint a film forgatása alatt volt egy kisebb keresztény csoport, akik amiatt tiltakoztak, hogy az ő templomukban forgatnak. De azt leszámítva, hogy a lépcsőjére egy döglött rágcsálót helyeztek, más atrocitás nem történt.
Eredetileg a filmforgatókönyv szerint úgy ért volna véget a történet, hogy John egy kukoricás melletti telefonfülkéből a főszerkesztőjének telefonál, amikor "aki a sorok mögött jár" kijön a földből és elnyeli. De ezt a verziót költségvetési okokból törölték, és azt a jelenetet rakták a helyére, amikor a halott Frank szelleme visszamegy az erdei kőhöz, és jeleket fest a kőre.[forrás?]